# Condado de Marion (Tennessee)
O Condado de Marion é um dos 95 condados do estado norte-americano do Tennessee. A sede do condado é Jasper, e sua maior cidade é Jasper. O condado possui uma área de 1,327 km² (dos quais 36 km² estão cobertos por água), uma população de 28,222 habitantes, e uma densidade populacional de 22 hab/km² (segundo o censo nacional de 2010); o populacão estimada em 2019 foi 28,907 O condado foi fundado em 1817.